# Sant Cristòfol de les Planes
Sant Cristòfol és una església parroquial al nucli de les Planes d'Hostoles (la Garrotxa) inclosa en l'Inventari del Patrimoni Arquitectònic de Catalunya. L'església original podria ser anterior al segle X però va ser destruïda pels terratrèmols de 1427-1428. En el seu lloc es va construir una església gòtica. L'any 1939 el comitè de Milícies Antifeixistes de Salt la dinamità, la feu volar juntament amb la casa rectoral, el cementiri i els edificis circumdants. L'actual església es va fer seguint el projecte de l'arquitecte barceloní Lluís Bonet - deixeble d'Antoni Gaudí- avalat per Pere Sacrest, propietari de la Dusol.
L'església de Sant Cristòfol de les Planes té planta basilical de tres naus sense transsepte. A l'interior, la nau central està coberta amb volta de canó amb llunetes arcs diafragma i les laterals, de menor alçada que la central, amb volta d'aresta. Les naus estan separades per arcades de mig punt i entre elles hi ha una pilastra. Hi ha tres absis, un per nau, el central més gran que els laterals i tots ells semicirculars. La nau central està decorada amb una motllura gris clar que recorre tot el perímetre una mica més amunt de les arcades i, una mica per sobre, hi ha un entaulament que segueix el mateix traçat que la motllura i és d'un color més fosc. Per sobre de l'entaulament, a l'espai deixat al mur per les llunetes s'obren finestres d'arc de mig punt.
A la façana principal hi ha un gran porxo que ocupa tota l'amplada de les tres naus. Té 5 arcades d'arc de mig punt al front i una arcada a cada costat i l'interior està cobert amb volta d'aresta. Una petita escalinata dona accés al porxo. Per darrere d'ell sobresurt la façana de la nau central on hi ha una rosassa amb una escultura del sagrat cor de Jesucrist de l'església. Al un costat s'alça el campanar, de planta quadrangular i coberta a quatre vessants; a la part superior hi ha dos obertures d'arc de mig punt a cada cara on es troben les campanes.